# Neue Synagoge (Aub)

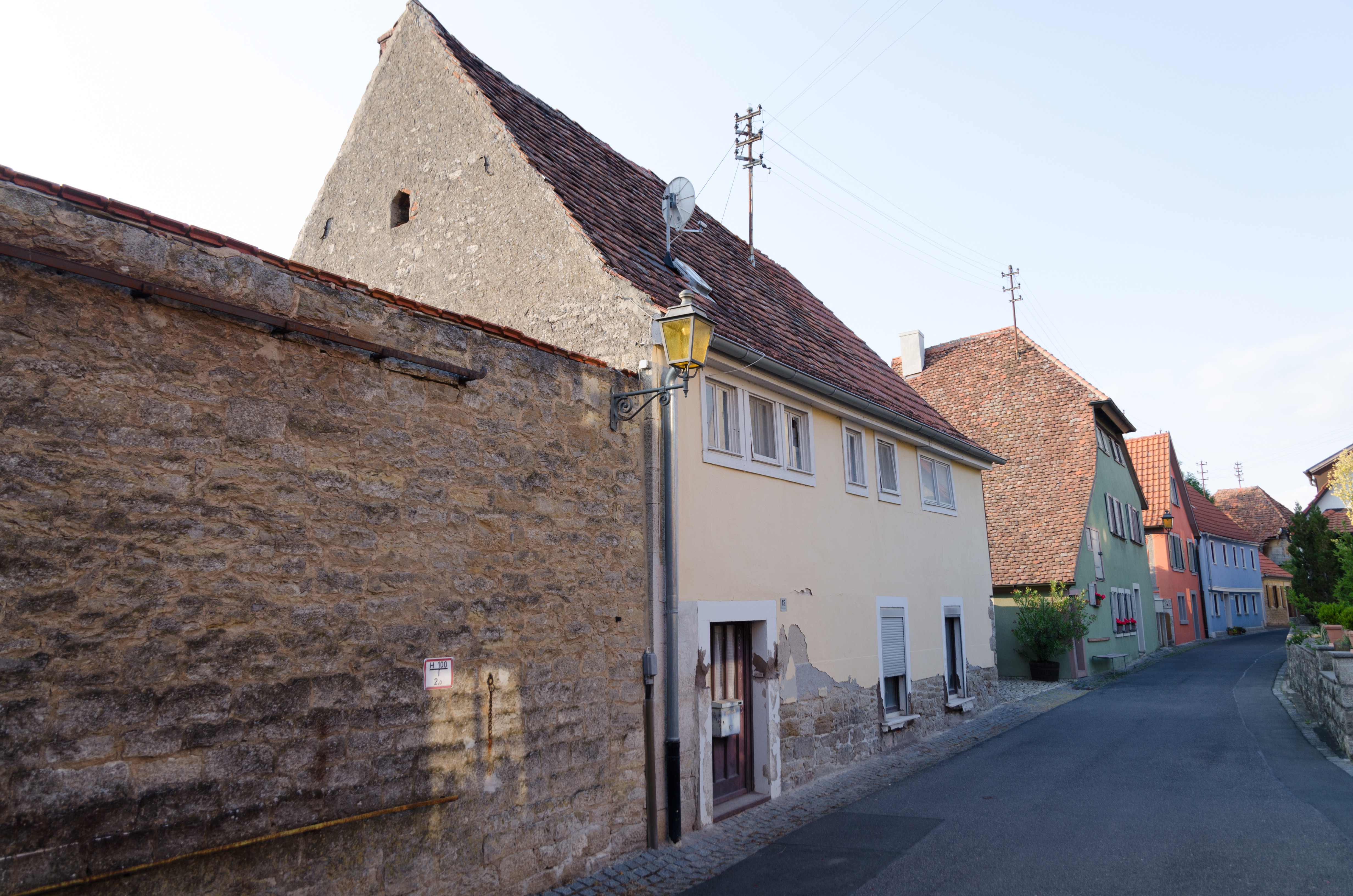
Ehemalige Neue Synagoge in Aub

Die Neue Synagoge in Aub, einer Stadt im unterfränkischen Landkreis Würzburg in Bayern, wurde 1743 errichtet. Die ehemalige Synagoge an der Neuertgasse 12 ist ein geschütztes Baudenkmal.
Der zweigeschossige, verputzte Satteldachbau mit Fachwerkobergeschoss wurde 1879 und 1927 renoviert. 
Beim Novemberpogrom 1938 wurde das Synagogengebäude beschädigt und danach zu einem Wohnhaus umgebaut.